# Sugar Creek (Missouri)
Pour les articles homonymes, voir Sugar Creek.
Sugar Creek est une ville des comtés de Clay et Jackson dans le Missouri, aux États-Unis,. Située en limite des deux comtés, à proximité de la rivière Missouri, elle est baptisée en référence au cours d'eau Sugar Creek (en) et incorporée en 1920.

## Démographie
Lors du recensement de 2010, la ville comptait une population de 3 345 habitants. Elle est estimée, en 2016, à 3 304 habitants.

## Source de la traduction
- (en) Cet article est partiellement ou en totalité issu de l’article de Wikipédia en anglais intitulé « Sugar Creek, Missouri » (voir la liste des auteurs).